# Diari d'Igualada

Diari d'Igualada va ser una publicació d'informació diària en català editada a Igualada entre els anys 1931 i 1936.

## Descripció
Va portar el subtítol, fins al núm. 303 (1 juny 1932), «Patrocinat per l'Associació de la Premsa». El núm. 660 (23 agost 1933), per la Festa Major, va ser un extraordinari de vint pàgines i, des d'aleshores, va incorporar incorporar l'escut d'Igualada a la capçalera.
La redacció i l'administració eren al carrer del Clos, núm. 6, i a partir del núm. 305 (3 juny 1932), al carrer Nou, núm. 46. S'imprimia als tallers de Nicolau Poncell. Tenia quatre pàgines, a quatre columnes, amb un format de 44 x 32 cm. El primer número va sortir el 16 de maig de 1931 i l'últim, el 1499, el 16 de juliol de 1936.

## Continguts
A l'article de presentació deien que donarien «atenció preferent als interessos igualadins, revelació de la vida material i de les seves inquietuds anímiques, defensa de les llibertats de la nostra terra. I això amb un esperit ben ample, no limitat sinó pel natural i obligat respecte a les creències, fonament de tota civilització». En aquesta mateixa pàgina van definir els seus tres ideals: «Primerament ens proposem defensar el nostre patrimoni religiós contra tota escomesa sectària; treballarem, dins les nostres possibilitats, pel reconeixement definitiu de la personalitat nacional de Catalunya, i vetllarem lleialment pels interessos morals i materials d'Igualada i la seva comarca».
Pel que feia a la seva ideologia, «viene a ser el sucesor de «El Día de Igualada», pues surge en mayo de 1931 y cesará justo con el alzamiento militar de julio de 1936. Será el principal valedor de la derecha en la ciudad en estos años, partidario del acercamiento entre sus corrientes –Lliga, CEDA, tradicionalismo–, pero sin enfeudamiento a alguna concreta».
«Es donava preferència a la informació local ... També es dedicava una pàgina a les informacions nacional i estrangera servides per les agències. L'articulat i els comentaris solien ocupar la primera pàgina ... Aprofitant les bones relacions que teníem amb el diari Pàtria, aquest ens fornia graciosament el material informatiu de l'agència Fabra de Barcelona ... Durant molt de temps fou l'únic òrgan periodístic local de caràcter polític. Més tard, en enverinar-se les disputes polítiques i quan el “Diari” hagué de pronunciar-se obertament a favor de les candidatures de dretes, les esquelles locals posaren en marxa una altra etapa del vell setmanari “L'Igualadí”».
«El “Diari d'Igualada” constitueix, sens dubte, una fita cabdal en la història del periodisme de la ciutat de l'Anoia, llarga de noms, però fràgil de continuïtats. Aconseguí d'aplegar al seu entorn un equip de col·laboradors de primera fila i encara que, com tothom hagués de recórrer a manllevar textos d'altres publicacions, es refià sempre d'escriptors igualadins. S'obrí un espai informatiu que mai ningú no li pogué discutir i mantingué al llarg del miler i mig de números un nivell literari encomiable».
El primer director va ser Josep Rius Borràs i, a finals de maig de 1932 el va substituir Antoni Jorba Soler. Els seus principals redactors eren Ramon Solsona i Cardona, Antoni Carner Borràs, Pere Borràs Estruch, Joan Llucià Martí, Josep Closa Boyer, Ramon Pipó Graells, Josep Morera i Mestre i Joan Riba Faura.
L'últim número va aparèixer el 16 de juliol de 1936, dos dies després esclatava la Guerra Civil. «Va deixar de publicar-se per haver-ho ordenat el conseller de Governació de la Generalitat senyor Josep M. España, per mitjà de la ràdio i una conferència telefònica amb l'alcalde senyor Morera Miserachs. La causa determinant de la suspensió va ser el fet de la publicació de la notícia, servida per una agència periodística, sobre la mort de Calvo Sotelo. Uns dies després, un grup armat, comanat per significats anarco-sindicalistes, s'apoderà de la impremta, on s'editava el diari –que més tard fou col·lectivitzada– ...».
El gener del 2002 reaparegué la capçalera com una publicació setmanal lligada al diari Regió 7 de l'Anoia.

## Localització
- Biblioteca Central d'Igualada. Plaça de Cal Font. Igualada (col·lecció completa i relligada).